# Anton Škorupa
Anton Škorupa (* 26. února 1946) je bývalý slovenský fotbalový záložník.

## Fotbalová kariéra
Hrál za Duklu Banská Bystrica, Slovan Bratislava a Tatran Prešov. Se Slovanem Bratislava získal v sezóně 1969/1970 mistrovský titul. V československé lize nastoupil ve 151 utkáních a dal 11 gólů. Za reprezentaci do 23 let nastoupil v 1 utkání. V roce 1970 byl v širší nominaci na mistrovství světa v Mexiku, ale byl jedním ze šestice, která se do nominace nevešla. V Poháru vítězů pohárů nastoupil v 1 utkání a v Poháru UEFA nastoupil ve 4 utkáních a dal 2 góly. V nižší soutěži hrál za BZVIL Ružomberok.

## Ligová bilance
| Ročník                                      | Zápasy | Góly | Klub                  |
| ------------------------------------------- | ------ | ---- | --------------------- |
| 1. československá fotbalová liga 1968/69    | 25     | 1    | Dukla Banská Bystrica |
| 1. československá fotbalová liga 1969/70    | 21     | 0    | Slovan Bratislava     |
| 1. československá fotbalová liga 1970/71    | 23     | 3    | Tatran Prešov         |
| 1. československá fotbalová liga 1971/72    | 27     | 3    | Tatran Prešov         |
| 1. československá fotbalová liga 1972/73    | 28     | 1    | Tatran Prešov         |
| 1. československá fotbalová liga 1973/74    | 27     | 3    | Tatran Prešov         |
| 2. československá fotbalová liga 1974/75    | -      | -    | Tatran Prešov         |
| 1. slovenská národní fotbalová liga 1981/82 | 29     | 3    | BZVIL Ružomberok      |
| CELKEM 1. liga                              | 151    | 11   |                       |